# Cybutrine
Cybutrine is een synthetische chemische verbinding uit de groep van triazines, die gebruikt wordt als biocide, meer bepaald als algendodend middel (algicide).

## Toepassingen
Cybutrine (Merknaam: Irgarol 1051 van BASF) wordt toegepast als aangroeiwerend middel in anti-aanslagverven voor scheepsrompen. Het wordt ook gebruikt om visnetten en andere installaties in water, bijvoorbeeld bij aquacultuur, te beschermen, evenals  in coatings voor de bescherming van de gevels van gebouwen tegen algen en schimmels. De concentratie van cybutrine in deze verven varieert van 1 tot 5 gewichtsprocent.

## Regelgeving
Cybutrine kwam op de markt als vervanger van het niet meer toegelaten tributyltinchloride. In het kader van de biocideregelgeving in de Europese Unie is cybutrine onderzocht, en daarbij bleek dat het gebruik van de stof onaanvaardbare milieurisico's vertoonde. Cybutrine en de voornaamste metaboliet ervan zijn persistent in het milieu en hun aanwezigheid is gemeten in talrijke wateren, zowel zee- als zoetwater. Ze verstoren de fotosynthese niet alleen van algen maar ook van groot zeegras, schedefonteinkruid en andere waterorganismen. De Europese Commissie heeft daarom in 2016 besloten dat cybutrine niet meer toegelaten wordt in biociden van productsoort 21 (aangroeiwerende middelen). Alternatieven voor cybutrine zijn onder andere verven op basis van zinkverbindingen of koper; of anti-aanslagverven zonder biocide, bijvoorbeeld op basis van teflon.